# David Miller (Cricketspieler, 1989)
David Andrew Miller (* 10. Juni 1989 in Pietermaritzburg, Südafrika) ist ein südafrikanischer Cricketspieler, der seit 2010 für die südafrikanische Nationalmannschaft spielt.

## Kindheit und Ausbildung
Miller besuchte das Maritzburg College und gab sein First-Class-Debüt für die Dolphins mit 18 Jahren. Mit 20 war er Teil der südafrikanischen A-Mannschaft in Spielen gegen das bangladeschische A-Team und konnte dort überzeugen.

## Aktive Karriere

### Anfänge in der Nationalmannschaft
Daraufhin gab er sein Debüt im ODI- und Twenty20-Cricket bei der Tour in den West Indies im Mai 2010. Sein erstes Half-Century (51 Runs) erreichte er im Oktober 2010 gegen Simbabwe. Jedoch tat er sich zunächst schwer sich im Team zu etablieren. Den Sommer 2011 verbrachte er im nationalen englischen Cricket mit Durham. Im Oktober 2011 erzielte er ein weiteres Half-Century (59 Runs) gegen Australien. Nachdem er immer weiter an den Rand der Nationalmannschaft gedrängt wurde, konnte er sich einen Vertrag mit den Kings XI Punjab in der Indian Premier League sichern und spielte in England für Yorkshire. Im März 2013 erreichte er mit 67 Runs ein Fifty gegen Pakistan. Im Sommer 2013 wurde er für die ICC Champions Trophy 2013 nominiert und konnte dort ein Half-Century über 56* Runs bei der Halbfinal-Niederlage gegen Gastgeber England erreichen. Bei der folgenden Tour in Sri Lanka erreichte er mit 85* Runs ein weiteres Fifty. In der Saison 2013/14 gelang ihm nur ein weiteres gegen Indien über 56* Runs. Im Februar 2014 bekam er dann einen zentralen Vertrag mit Südafrika.
Er wurde für den ICC World Twenty20 2014 und zeigte dort seine beste Leistung mit 23* Runs im Halbfinale gegen Indien. Nachdem er im November 2014 ein Half-Century (65 Runs) in Australien erreicht hatte, kamen die West indies für eine Tour nach Südafrika. Dort konnte er im ersten ODI ein Fifty über 70 Runs erreichen, bevor er im vierten Spiel der Serie sein erstes ODI-Century über 130* Runs aus 133 Bällen erzielte. Beim folgenden Cricket World Cup 2015 konnte er im ersten Spiel gegen Simbabwe ein Century über 138* Runs aus 92 Bällen erreichen und wurde als Spieler des Spiels ausgezeichnet. Nachdem er auch weitere gute Leistungen bei dem Turnier erzielt hatte, gelang es ihm nicht die Form in den Sommer zu retten und so wurde er wieder an den Rand des Teams gedrängt. Im März 2016 spielte er beim ICC World Twenty20 2016, wobei seine beste Leistung dort waren 28* Runs gegen England waren. Im Oktober 2016 erzielte er gegen Australien ein Century über 118* Runs als 79 Bällen und konnte im Februar 2017 gegen Sri Lanka ein weiteres über 117* Runs aus 98 Bällen erreichen.

### Ein Rekord und eine Konstante im Nationalteam
Im Sommer 2017 erreichte er zunächst bei der Tour in England ein Half-Century über 71 Runs, bevor er bei der ICC Champions Trophy 2013 75* Runs gegen Pakistan erreichte. Im Oktober 2017 erreichte er gegen Bangladesch mit 101* Runs aus 36 Bällen sein erstes Twenty20-Century und wurde dafür als Spieler des Spiels und Serie ausgezeichnet. Es war ebenso der Rekord im schnellsten jemals erzielten internationalen Twenty20-Century. Nachdem er im August 2018 ein Fifty über 51 Runs in Sri Lanka erreicht hatte, reiste er mit dem Team im November nach Australien. Dort konnte er nach einem Half-Century im zweiten ODI über 51 Runs im dritten Spiel ein Century über 139 Runs aus 108 Bällen erzielen, wofür er als Spieler der Serie ausgezeichnet wurde. Im Februar 2019 erreichte er ein Fifty über 65* Runs in den Twenty20s gegen Pakistan.
Im Februar 2020 erreichte er gegen England (69* Runs) und gegen Australien (64 Runs) jeweils ein Half-Century. Im Februar 2021 konnte er zunächst in der Twenty20-Serie in Pakistan 85* Runs erreichen, bevor er beim Gegenbesuch er Pakistaner zwei Fifties über 50 Runs in der ODI-Serie erzielte. Im Saison 2021 erreichte er 75* Runs im zweiten ODI in Irland und wurde als Spieler des Spiels ausgezeichnet. Beim ICC Men’s T20 World Cup 2021 waren seine beste Leistung 23* Runs beim Sieg gegen Sri Lanka. Zum Ende der Saison 2021/22 erreichte er gegen Bangladesch ein Fifty über 79 Runs.